# FaZe Clan
Der FaZe Clan ist eine US-amerikanische E-Sport-Organisation, welche 2010 von den Webvideoproduzenten FaZe cilipz, FaZe Timid und FaZe Resistance gegründet wurde und später vom damaligen Designer FaZe´s Thomas „Temperrr“ Oliveira übernommen wurde. Der FaZe Clan bindet derzeit E-Sportler in den Disziplinen PlayerUnknown’s Battlegrounds, Call of Duty, Counter-Strike: Global Offensive, Fortnite Battle Royale, Overwatch, Tom Clancy’s Rainbow Six Siege, FIFA und Rocket League.

## Call of Duty
Der FaZe Clan war zunächst nicht im professionellen E-Sport tätig und veröffentlichte zunächst Spielmitschnitte der Spieleserie Call of Duty auf YouTube. Unter dem Titel Call of Duty: Black Ops II begann der FaZe Clan erste Bestrebung zur Teilnahme an E-Sport-Turnier von Veranstaltern, wie der Major League Gaming. FaZe nahm an der MLG Spring Championship 2013 teil und erreichte eine Platzierung unter den ersten sechs. Seither ist der FaZe Clan regelmäßiger Teilnehmer der Turniere der Major League Gaming. Im Jahr 2014 nahm der FaZe Clan erstmals an einer Call-of-Duty-Weltmeisterschaft teil und erreichte den sechsten Platz. Nach dieser Weltmeisterschaft eröffnete FaZe zwei weitere CoD-Schwesterteams mit dem Namen FaZe Red und FaZe Black. Beide vertraten im Jahr 2015 die Organisation bei der Weltmeisterschaft. FaZe Red schied erst im Halbfinale aus. Trotz dieses Erfolges wurden die beiden Sektionen 2015 wieder aufgelöst. Seit 2015 nimmt FaZe Clan an der mit Call of Duty: Black Ops III ins Leben gerufenen Call of Duty World League teil. Teil des Teams sind seither nahezu durchgängig die US-Amerikaner Ian „Enable“ Wyatt, Thomas „ZooMaa“ Paparratto und Dillon „Attach“ Price, welche mit FaZe regelmäßig Podestplätze bei den kontinentalen Turnieren erreichen.

### Lineup im Oktober 2017
- Pierce „Gunless“ Hillman
- Thomas „ZooMaa“ Paparratto
- Dillon „Attach“ Price

## Counter-Strike: Global Offensive
Im Januar 2016 übernahm FaZe Clan das CS:GO-Team von G2 Esports rund um Mikail „Maikelele“ Bill. Das Quintett erfüllte die Erwartungen in den ersten Monaten nicht. Bei den ersten beiden Major-Turnieren schied FaZe in der Gruppenphase aus. Es folgten mehrmalige Spielerwechsel. Bill wurde neben drei weiteren Mitgliedern des Gründungsquintetts ausgetauscht. Nur der Norweger Håvard „rain“ Nygaard blieb der Organisation erhalten. Im Oktober 2016 wurde Finn „karrigan“ Andersen von Astralis aufgenommen, im Februar 2017 folgte die Verpflichtung von Nikola „NiKo“ Kovač von mousesports. Seither spielt FaZe deutlich erfolgreicher auf. Das Team gewann die dritte Austragung der StarLadder i-League StarSeries und erreichte das Finale auf zwei Turnieren der ESL Intel Extreme Masters in Kattowitz und Sydney. Bei der ESL One Cologne 2017 schied FaZe im Halbfinale aus. Auf dem PGL Major: Kraków 2017 schied FaZe in der Gruppenphase aus. Bereits zwei Wochen nach diesem Turnier wurde Aleksi „allu“ Jalli am 3. August 2017 durch den Slowaken Ladislav „GuardiaN“ Kovács ersetzt. Pünktlich zum Start der ESL Pro League Season 6 wurde am 20. August 2017 Olof „Olofmeister“ Kajbjer von fnatic zum FaZe Clan transferiert. Er ersetzte Fabien „kioShiMa“ Fiey. Im Herbst gelang es dem FaZe Clan die ESL One New York 2017 und das Turnier Eleague CS:GO Premier 2017 zu gewinnen. Im November 2017 erreichte FaZe das Finale der Intel Extreme Masters Season XII – Oakland. Im Januar 2018 erreichte FaZe das Finale des Eleague Major: Boston 2018. Am 17. Juni 2018 gelang es FaZe den 1. Platz auf der ESL One Belo Horizonte, mit Jorgen „cromen“ Robertsen als Ersatz für Olof „Olofmeister“ Kajbjer, zu machen. Im Februar 2020 gewann man die BLAST Premier: Spring 2020 Regular Season vor Team Liquid. Bei der IEM Katowice 2020 schied das Team im Viertelfinale aus. Trotz der in der Vergangenheit vorgenommenen Wechsel im Team erreichte man bei der IEM Katowice 2021 nur Platz 9–12. Im Jahr 2022 wiederum konnten mit den Siegen bei den Intel Extreme Masters XVI und der ESL Pro League Season 15 signifikante Erfolge erzielt werden. Am 22. Mai gewann FaZe Clan dann das Finale der PGL Major Antwerp 2022 gegen Natus Vincere und konnte so ihr erstes Major-Turnier gewinnen. Damit waren sie das erste internationale Team, welches ein Major-Turnier in CS:GO gewinnen konnte. Im Juli gewann man dann die IEM Cologne 2022 im Finale mit 3:2 gegen Natus Vincere. Durch die Erfolge in dem Jahr wurden sie von HLTV.org als das „Team of the Year 2022“ ausgezeichnet.
Auch wenn das Team seitdem einige Turnier Siege erlangt hat, konnten sie an die Leistungen von 2022 in dem Folgejahr 2023 nicht anknüpfen. Daraufhin verließ der Spieler Russel „Twistzz“ Van Dulken am 1. Dezember 2023 das Team. Als neuer Spieler wurde David „frozen“ Čerňanský verpflichtet, der bereits zuvor bereits fast zwei Jahre in dem CS:GO Team von mousesports zusammen mit Finn „karrigan“ Andersen und Robin „ropz“ Kool verbracht hat.
Am Ende von 2024, übergeben sie Robin „ropz“ Kool an Team Vitality. Als Ersatz wurde im Januar 2025 Jonathan „EliGE“ Jablonowski von Complexity verpflichtet. Im Mai 2025 wird Helvijs „broky“ Saukants inaktiv und sie leihen Oleksandr „s1mple“ Kostyljev von Natus Vincere bis zum Ende des Austin Major 2025. Im Juli 2025 wurde Helvijs „broky“ Saukants wieder aktiv und ersetzte Oleksandr „s1mple“ Kostyljev, welcher wieder zu NAVI wechselte.

### Lineup im Juli 2025
- David „frozen“ Čerňanský
- Håvard „rain“ Nygaard
- Helvijs „broky“ Saukants
- Finn „karrigan“ Andersen (Kapitän)
- Jonathan „EliGE“ Jablonowski
- Olof „olofmeister“ Kajbjer (inaktiv)

## Overwatch
Im Juni 2017 akquirierte FaZe Clan ein Sextett in Overwatch. Diese Sektion erreichte bei der von Faceit und Eleague veranstalteten Overwatch Open das Viertelfinale und erreichte das Finale bei dem Major-League-Gaming-Turnier im Dezember 2016 in Las Vegas.

### Lineup im Juli 2017
- Russell „FCTFCTN“ Campbell
- Shane „Rawkus“ Flaherty
- Joe „Joemiester“ Gramano
- George „ShaDowBurn“ Gushcha
- Lui „Lui“ Olivares
- Alexandre „SPREE“ Vanhomwegen

## Tom Clancy's Rainbow Six Siege
Im Januar 2018 übernahm FaZe das ehemalige brasilianische Rainbow Six Siege Team Team Fontt.

### Lineup im Juli 2020
- João Gabriel „yoona“ Nerici
- Leonardo „Astro“ Luis
- Vinícius dos Santos „live“ Monteiro
- Ronaldo „ion“ Osawa
- Rafael „mav“ Freitas

## PlayerUnknown's Battlegrounds
Am 11. November 2017 kündigte FaZe an, mit der Übernahme des Teams Gorilla Core in PlayerUnknown’s Battlegrounds einzusteigen.

### Lineup im März 2021
- Ludvik „Aitzy“ Jahnsen
- Gustav „Gustav“ Blønd
- Ivan „ubah“ Kapustin
- David „Fuzzface“ Tillberg Persson